# 窄萼凤仙花小花
窄萼凤仙花小花（学名：Impatiens stenosepala var. parviflora）为凤仙花科凤仙花属下的一个变种。

## 扩展阅读
- 維基物種上的相關：窄萼凤仙花小花